# 니코스 카르타바스
니코스 카르타바스(그리스어: Ν. Κατραβάς)는 그리스의 수영 선수다. 그는 아테네에서 열린 1896년 하계 올림픽에 참가했다.
안니노스는 1200m 자유형 종목에 출전했다. 그의 기록과 순위는 알 수 없지만 3위안에 들지 못한 것은 알 수 있다.

## 참고 문헌
- Mallon, Bill; & Widlund, Ture. 《The 1896 Olympic Games. Results for All Competitors in All Events, with Commentary》 (영어). McFarland. ISBN 0-7864-0379-9. (인용문은 에서 가능.)